# Micalula
Micalula Strand, 1932 è un genere di ragni appartenente alla famiglia Salticidae.

## Distribuzione

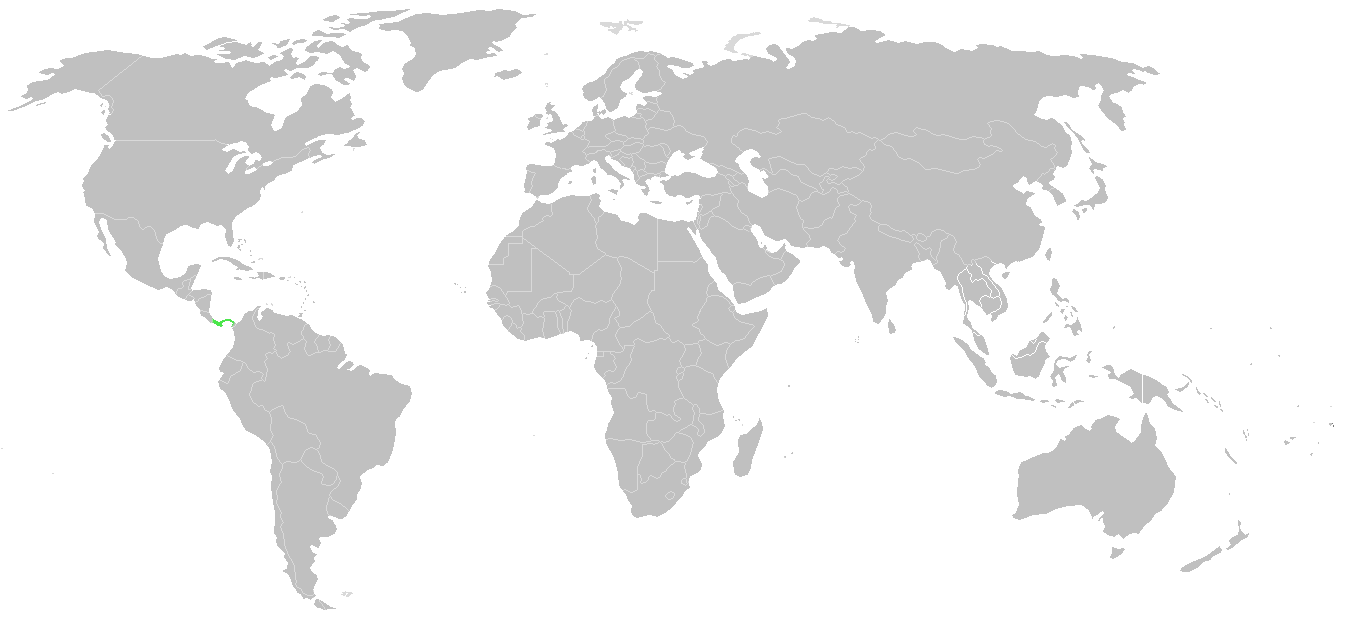
Areale

L'unica specie oggi nota di questo genere è endemica di Panama.

## Tassonomia
A dicembre 2010, si compone di una specie:
- Micalula longithorax (Petrunkevitch, 1925)[2] — Panama